# セキアサーキット
座標: 北緯33度3分27.20秒 東経130度31分23.94秒 / 北緯33.0575556度 東経130.5233167度
セキアサーキット（旧称DECセキアヒルズサーキット）は、熊本県玉名郡南関町にあったミニサーキット。全長1,000メートル、コース幅は平均10メートル。

## 概要
主にドリフト走行で利用されていた。2002年・2003年にはプロのドリフト選手権であるD1グランプリが、2006年からはD1グランプリのステップアップカテゴリーとして新設されたD1ストリートリーガルが開催された。
セキアヒルズの運営元である福南開発が倒産後、このサーキットを残そうと有限会社ブレイブハートが敷地を賃貸する形で存続していたものの、周辺の再開発による敷地売却に伴い2012年12月をもって閉鎖された。跡地を利用して2013年1月5日よりカーショップの営業が行われていたが、後に閉業し2025年現在は太陽光発電所となっている。